# Негровець
Не́гровець (угорська назва — Felsőkalocsa, словацька — Negrovec) — село в Закарпатській області, Хустському районі Колочавської сільської громади. Розташоване за 20 км від Міжгір'я, над селом підноситься гора Неґровець (1707,3 м). Населення: 2700 осіб.

## Географія
Через село тече річка Негровець, яка впадає у Тереблю.
Село Негровець, яке розташоване в межах Національного природного парку «Синевир», має багато цікавих туристичних об'єктів, одним з яких є гора Косий Верх.

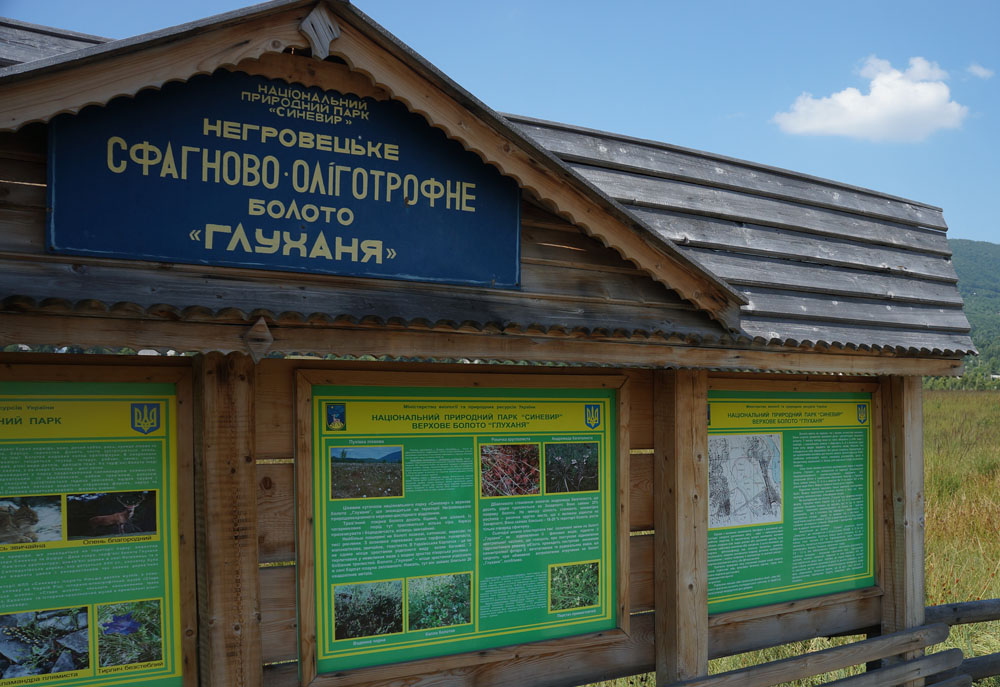
Стенди біля болота Глуханя

Біля села розташований гідрологічно-ботанічний заказник — Болото Глуханя. Глуханя — найбільше сфагнове оліготрофне болото в Ґорґанах, яке має науково— пізнавальне та водорегулююче значення. На болоті ростуть 15 видів рідкісних і зникаючих рослин, такі як: журавлина звичайна, шейхцерія болотна, плаунець торфовий і комахоїдна росичка круглолиста.

### Туризм
У селі є облаштований туристичний маршрут «Глуханя — Косий Верх». Маршрут розроблений Національним природним парком «Синевир» та розташований на території Негровецького природоохоронного науково-дослідного відділення. На шляху туристичної стежки можна побачити краєвиди сіл Синевир і Негровець, гори Кам'янка, Пішконя і Негровець. Протяжність туристичного маршруту «Глуханя — Косий Верх» становить 5 км і пролягає на висоті від 603 до 956 м над рівнем моря. На початку шляху на спеціальних стендах можна ознайомитись з флорою болота Глуханя.

## Історія
Перша згадка про село — 1463 рік. Колишня назва — Верхня Колочава. У 1657 році село було знищене польськими військами.

## Релігійні споруди
У селі Негровець, що дістало назву від однієї з найвищих вершин у Західних Ґорґанах — гори Негровець, є два храми: Горішній — Миколая та Долішній — Михайла, обидва XVIII ст.

### Церква святого Миколая

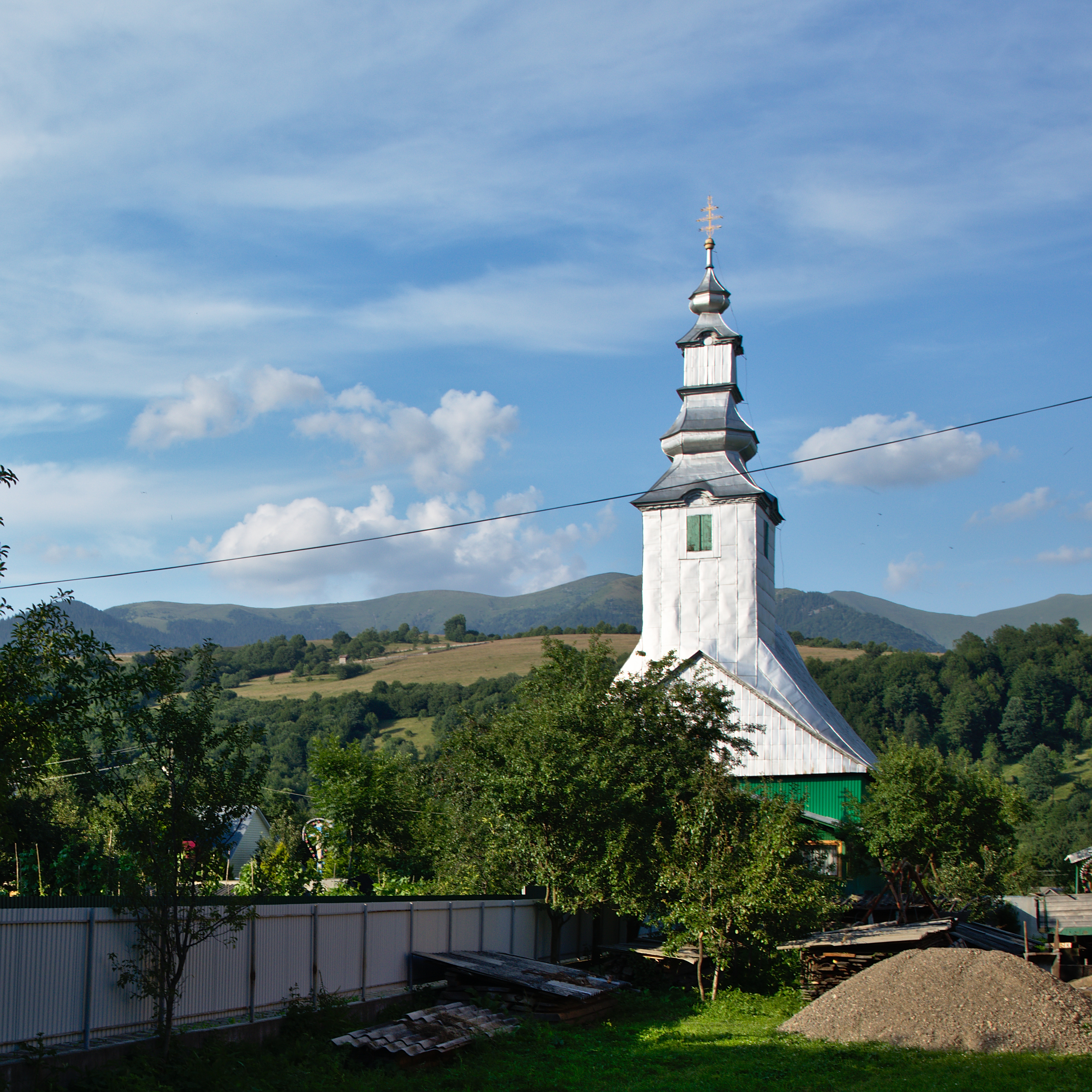
Церква святого Миколая

Церква Миколая повторює тип храму Колодного, але, очевидно, була пізніше перероблена; у неї з'явились трикутний фронтон на західному фасаді та не властивий архітектурі дещо сухого рисунка верх у стилі віденського бароко. В споруді немає цільності композиції, єдиного ладу пропорцій. Це пояснюється тим, що верх переробляв не тесля, обізнаний з дерев'яним будівництвом, а міський майстер, який звик мати справу з формами кам'яних будівель.
Несподівано для місцевих церков вирішено головний фасад: західний схил даху не виноситься похилою площиною над бабинцем, а утворює вертикальний трикутний фронт. Можливо це свідчення переробок. На вежі написано дату — 1843. У 1893 р. цісар Австро — Угорщини дарував 100 форинтів на ремонт церкви і фари. Ґанок на різблених стовпчиках терпер закрито скляною верандою. Дахи й опасання покрито цинковою бляхою. Карнизи дахів декоровано насічкою. Насічка декорує також весь переметр широкої колоди південного зрубу нави. Старий іконостас замінено новим. Біля церкви стоїть дерев'яна, майстерно зроблена, двоярусна дзвіниця під чотирисхилим шатром, що несе 4 дзвони.

### Церква св. арх. Михайла (1995 рік)
Нову муровану базилічну церкву збудовано греко-католицькою громадою, а стару залишено православним.
Храм постав заслугою будівельників на чолі з Іваном Суботою та Михайлом Рущаком та активістів громади — Юрія Рущака, Василя Рущака, Юрія Росохи. Кошти надходили із сусідніх сіл та із сіл Львівщини та Івано-Франківщини, а матеріали забезпечили місцеві підприємства.

### Михайлівська церква 1760р. (дерев.) і дзвіниця 1760р.

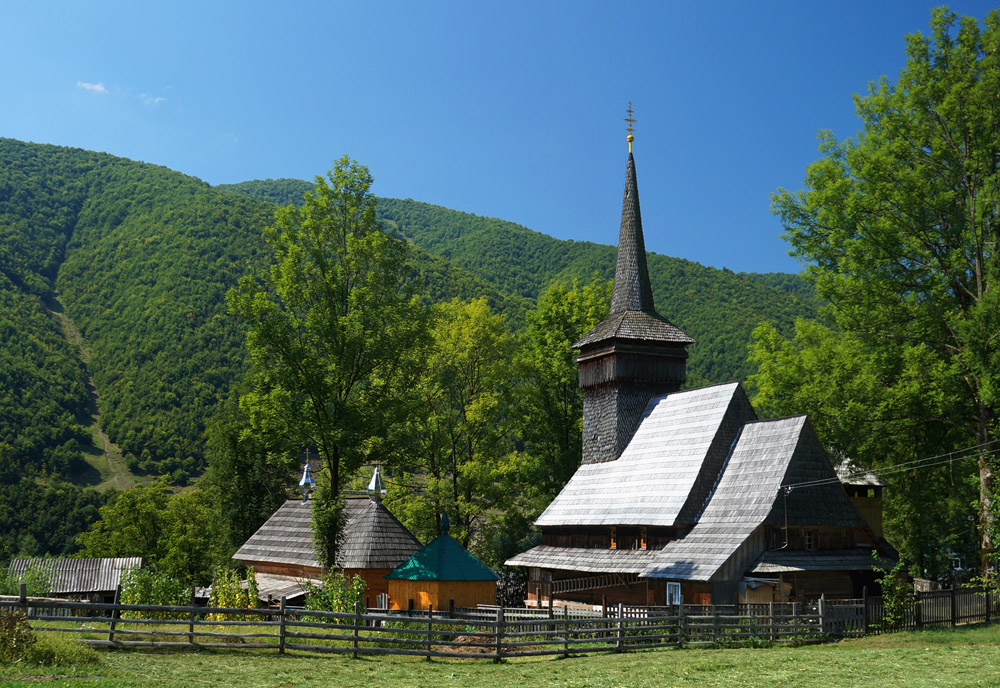
Церква Св. Архангела Михайла, XVIII ст., 1818 р.

Церква Михайла (один з найкращих зразків храмів з баштами) повторює за композицією новоселицьку, з тією тільки різницею, що у неї перехід від гранчастої башти до шпиля зроблений за допомогою невисокої чотиригранної пірамідальної покрівлі. Крім того, башта відсунута глибше, бо перед бабинцем є доволі глибокий ґанок з відкритою аркадою-обходом над ним. Нижній масив слабо розчленований опасанням, що обходить навколо храму, зливаючись з покрівлею апсиди. Пропорції досить широкого в основі шпиля добре в'яжуться з кремезною баштою. Обрисований твердою рукою мужній її силует енергійно виростає з високого пагорба. У храмі впадає в око не тільки першокласний іконостас, але й багато інших старіших ікон. Майстер добре розрахував оптичне сприймання декоративного монументального живопису.
Детальніше: Свято-Михайлівський храм (Негровець)

## Присілки

### Потік
Обєднане з селом Негровець рішенням облвиконкому Закарпатської області № 517 від 26.12.1966.
Перша згадка про поселення з'являється у XVII ст.
Люди спочатку оселились в урочище Потік, що й стало початком села Негровець.
Храм Св. Архангела Михаїла збудували із смереки в XVIII сторіччі в урочищі Потік у бойківському стилі, з трьома верхами.

### Імшадь
Згадки: 1745 — Imsád (Mikovinyi), 1780-1 — Imsád, Imsádi (MTH. 34), 1789 — Emsady, Emsadij (uo.), 1804 — Emsad (Korabinszky), 1808 — Imsád, Imsad (Lipszky: Rep. 284), 1828 — Imsád (Nagy 196), 1838 — Imsád (Schem. 62), 1851 — Imsád (Fényes 2: 134), 1892 — Kalocsa-Imsád (Imsadj) (Hnt.), 1898 — KalocsaImsád (Hnt.), 1911 — Imšad, Verchnjaja Koločava (uo.), 1930 — Imšady (uo. 72).

## Населення
Згідно з переписом УРСР 1989 року чисельність наявного населення села становила 2195 осіб, з яких 1055 чоловіків та 1140 жінок.
За переписом населення України 2020 року в селі мешкала 2642 особа.

### Мова
Розподіл населення за рідною мовою за даними перепису 2001 року:
| Мова       | Відсоток |
| ---------- | -------- |
| українська | 99,46 %  |
| російська  | 0,54 %   |

## Галерея

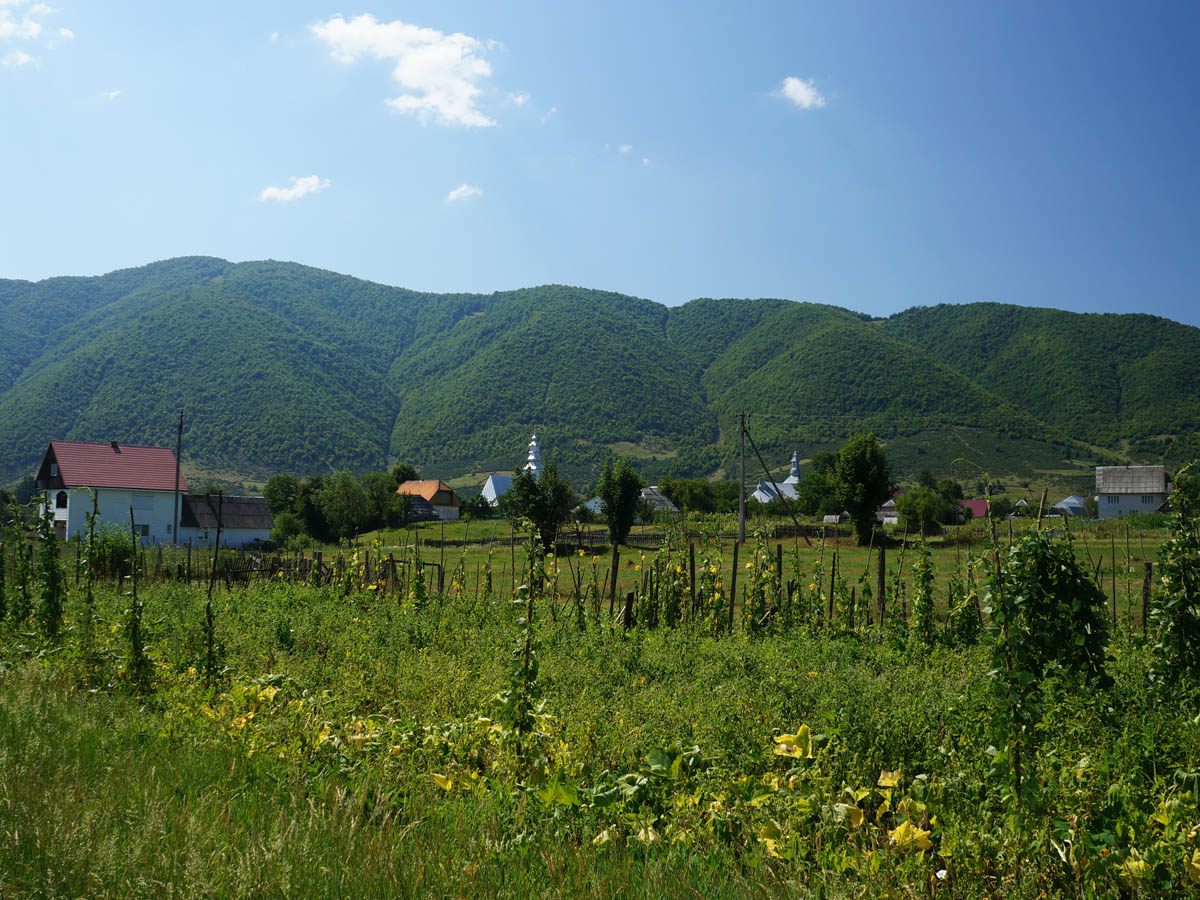
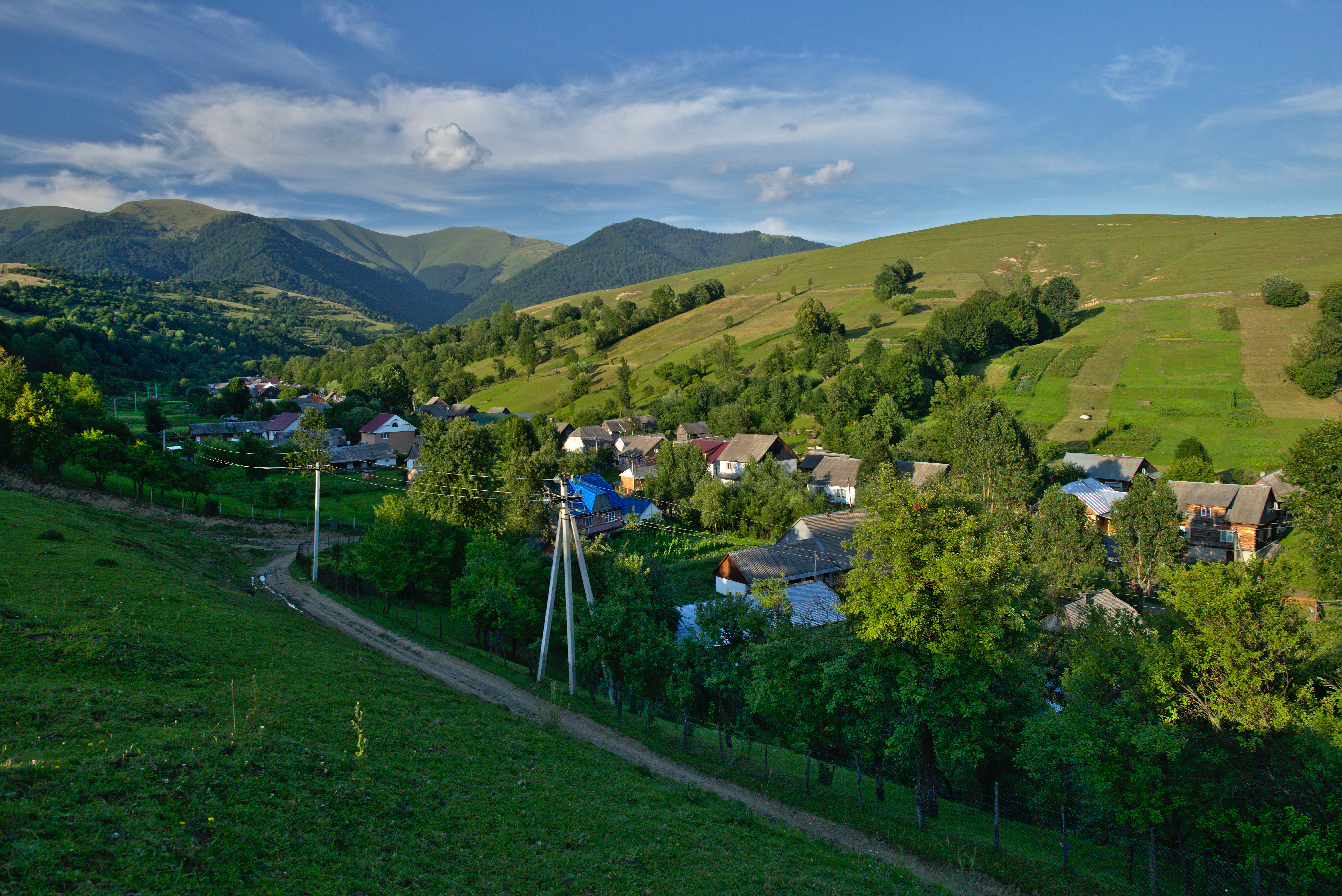
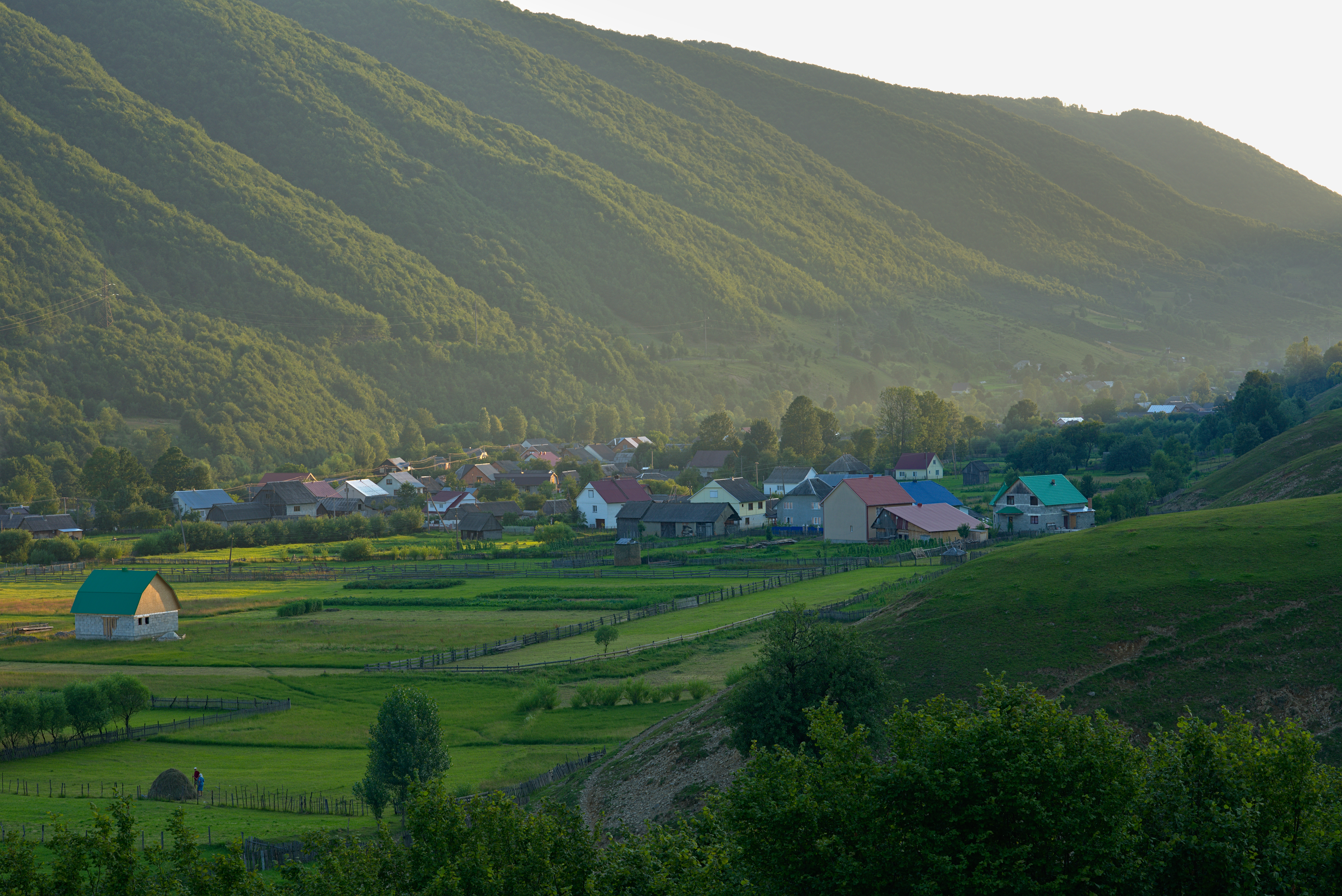

## Постаті
- Пойда Василь Васильович (1983—2015) — солдат Збройних сил України, учасник російсько-української війни;
- Росоха Василь Юрійович (1992—2015) — солдат Збройних сил України, учасник російсько-української війни;
- Клевець Мирон Юрійович[7] (1 квітня 1938 — 15 травня 2015) — фізіолог, доктор біологічних наук (1993), заслужений професор Львівського націона́льного університе́ту і́мені Іва́на Франка́ (2004), завідувач кафедри фізіології людини і тварин (1991—2010), член Українського фізіологічного та Українського біофізичного товариства, редакційної колегій «ВЛУ. Серія біологія» та «Наук. віснику Волинського ун-ту», автор більш як 230 наукових праць, керівник 6 кандидатських та 4 докторських дисертацій;
- Ярема Микола Юрійович — Герой України, старший лейтенант, командир протитанкового взводу 128-ої ОГШБ. Відзначився у ході російсько-української війни, загинув під Бахмутом.[8]